# Bento
Bento（ベントー）とは、ファイルメーカー社（現・クラリス）が開発する個人向けのデータベースソフトウェアである。2007年11月に発表され、同時にテスト版が公開。米国にて、2008年1月に正規版の販売が開始され、日本においても同年3月6日に発売された。
Mac OS X v10.5専用のソフトウェアで、AppleのiLifeやiWorkと似たようなインターフェースを採用している。
名称の由来は、日本語の「弁当」である。またアイコンは、弁当箱をモチーフにしている。

## 歴史
- 2007年11月13日 - 製品発表と同時にパブリックベータ版が公開
- 2008年
  - 1月8日 - 正規版の販売がアメリカで開始
  - 3月6日 - 日本で正式版の販売が開始
  - 10月15日 - バージョン2.0 (Bento 2) 発表
- 2009年
  - 5月5日 - Bento 2と同期機能を持つ「Bento for iPhone and iPod touch」発表
  - 9月30日 -  バージョン3.0 (Bento 3) 発表
- 2010年5月28日 -  「Bento for iPhone and iPod touch」と同等機能をもつ「Bento for iPad 」発表
- 2011年3月16日 -  バージョン4.0 (Bento 4) 発表
- 2013年9月30日 - Bento製品の販売を終了
- 2014年7月30日 - Bento製品のサポートを終了

## バージョン
| バージョン No.     | リリース日     | 備考     |
| ------------------ | -------------- | -------- |
| パブリックベータ版 | 2007年11月13日 | 公開開始 |
| 1.0                | 2008年1月8日   | 正規版   |
| 2.0                | 2008年10月15日 | 正規版   |
| 3.0                | 2009年9月30日  | 正規版   |
| 4.0                | 2011年3月16日  | 正規版   |